# Río Corrales
El río Corrales es un curso fluvial de Cantabria (España) perteneciente a la cuenca hidrográfica del Saja-Besaya, en el centro de la comunidad autónoma. Tiene una longitud de 4,142 kilómetros, con una pendiente media de 0,5º. Desemboca en el Besaya.